# 이재훈 (시인)
이재훈(1972년 12월 13일 ~ )은 대한민국 시인이다. 강원도 영월에서 태어났다.

## 생애
중앙대학교 대학원 문예창작학과에서 박사학위를 받았다. 1998년 《현대시》에 〈수선화〉 외 4편의 시를 발표하며 작품 활동을 시작했다. 현재 월간 《현대시》 주간으로 활동하고 있다. 중앙대학교, 경기대학교, 숭의여자대학에서 강의했다. 현재 건양대학교, 서울과학기술대학교, 성신여자대학교교 있다. 2012년 한국시인협회상 제8회 젊은시인상과 2014년 제15회 현대시작품상을 수상하였다.

## 펴낸책
- 이재훈 (2012). 《부재의 수사학》. 작가와비평. ISBN 9788997190324.(문학이론)
- 이재훈 (2011). 《나는 시인이다》. 팬덤북스. ISBN 9788994792149.(대담집)
- 이재훈 (2011). 《명왕성 되다》. 민음사. ISBN 9788937407925.(시집)
- 이재훈 (2008). 《딜레마의 시학》. 국학자료원. ISBN 9788961373616.(문학이론)
- 이재훈 (2007). 《현대시와 허무의식》. 한국학술정보. ISBN 9788953477971.(문학이론)
- 이재훈 (2005). 《내 최초의 말이 사는 부족에 관한 보고서》. 문학동네. ISBN 8954600468.(시집)